# Penselfoting
Penselfoting (Polyxenus lagurus) är en mångfotingart som först beskrevs av Carl von Linné 1758.  Penselfoting ingår i släktet Polyxenus och familjen penseldubbelfotingar. Arten är reproducerande i Sverige. Utöver nominatformen finns också underarten P. l. caucasicus.

## Bildgalleri

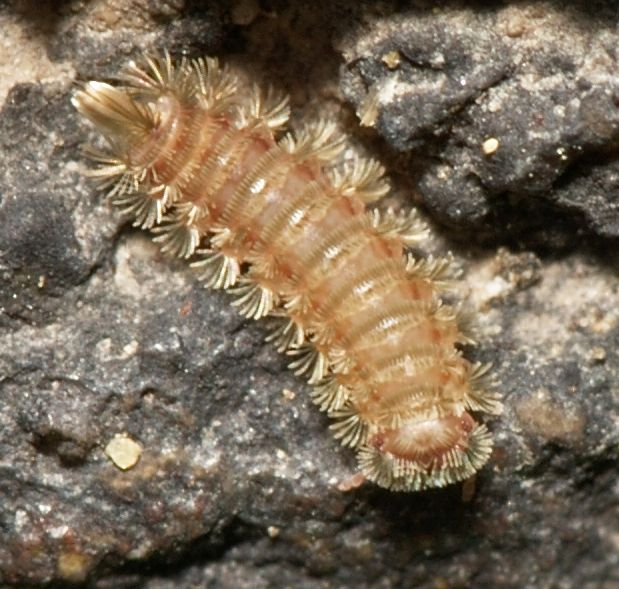